# Гай Рутилий Галик
Гай Рутилий Галик или Квинт Юлий Кордин (на латински: Gaius Rutilius Gallicus; Quintus Iulius Cordinus; * 24/25 г.; † 91/92 г.) е политик и сенатор на Римската империя през 1 век.

## Биография
Рутилий e военен трибун в XIII Близначен легион, квестор и 52/53 г. едил. По времето на император Клавдий той е легат на XV Аполонов легион в Карнунт. По времето на император Нерон той става претор и управител на Галация, участва в похода на Гней Домиций Корбулон в Армения и след това е легат на проконсула в Азия.
През 71 или 72 г. той е вероятно суфектконсул. През 78 г. е осиновен от Квинт Юлий Корд и допълва името си с Квинт Юлий Кордин. През 78 г. става управител на Долна Германия. 84 г. е градски префект на Рим. През 85 г. той е (за втори път) суфектконсул на мястото на император Домициан заедно с Луций Валерий Катул Месалин. След него суфектконсул от май до юни става Квинт Гавий Атик с Луций Елий Окулат. От 68 г. Рутилий е августал (sodalis Augustalis), от 70 г. понтифекс.
Той е женен за Миница Петина. Поетът Стаций пише за него поема.